# Moysés Blás
Moysés Blás (Belo Horizonte, 24 de março de 1937) é um ex-jogador de basquetebol brasileiro, medalhista olímpico com a Seleção Brasileira em 1960.
Blás integrou a seleção brasileira desde as categorias de base, conquistando o título do Camepeonato Sul-Americano Juvenil em 1955, na Colômbia. Cinco anos mais tarde integrou a equipe olímpica para os Jogos de 1960, em Roma, que obteve a medalha de bronze.
Em clubes, jogou em toda sua carreira pelo Minas Tênis Clube, de onde se retirou em 1965.